# Tiffany Helm
Tiffany Helm (ur. 12 maja 1964) – amerykańska aktorka. Córka Petera Helma oraz aktorki i producentki filmowej Brooke Bundy.
Pierwszą poważną rolę dostała w 1985 roku. Zagrała buntowniczą Violet, pacjentkę kliniki dla trudnej młodzieży, ofiarę Jasona Voorheesa w Piątku trzynastego V: Nowym początku. Niedługo potem pojawiła się jako Christine w jednym odcinku serialu telewizyjnego To znowu ty? (You Again?) oraz wcieliła się w postać Andrei „Fish” Eldridge w filmie Dziewczyny z poprawczaka (Reform School Girls), towarzysząc m.in. aktorce Darcy DeMoss, która zagrała zresztą w szóstej części Piątku trzynastego. Helm pojawiła się również w serialu Koszmary Freddy’ego, bazującym na fali popularności innej slasherowej serii z lat osiemdziesiątych – Koszmar z ulicy Wiązów, oraz w filmie telewizyjnym Krwawy odwet (Sworn to Vengeance, 1993). Udzieliła głosu postaci Franceski Sabatini w grze komputerowej Rama (1996). W drugiej połowie lat dziewięćdziesiątych zerwała z aktorstwem. W 2013 pojawiła się we własnej osobie w filmie dokumentalnym Crystal Lake Memories: The Complete History of Friday the 13th.